# Manglicola samuelsii
Manglicola samuelsii är en svampart som beskrevs av Huhndorf 1994. Manglicola samuelsii ingår i släktet Manglicola och familjen Aliquandostipitaceae.   Inga underarter finns listade i Catalogue of Life.

### Fotnoter
1. ↑  Huhndorf, Sabine M. (1994) Neotropical Ascomycetes 5. Hypsostromataceae, a new family of Loculoascomycetes and Manglicola samuelsii, a new species from Guyana, In: Mycologia 86(2):266–269
2. 1 2  Bisby F.A., Roskov Y.R., Orrell T.M., Nicolson D., Paglinawan L.E., Bailly N., Kirk P.M., Bourgoin T., Baillargeon G., Ouvrard D. (red.) (6 mars 2011). ”Species 2000 & ITIS Catalogue of Life: 2011 Annual Checklist.”. Species 2000: Reading, UK. http://www.catalogueoflife.org/annual-checklist/2011/search/all/key/manglicola+samuelsii/match/1. Läst 24 september 2012.
3. ↑  Dothideomycetes. Crous P.W. et al., 2010-11-23